# Gałąź międzykomorowa przednia lewej tętnicy wieńcowej

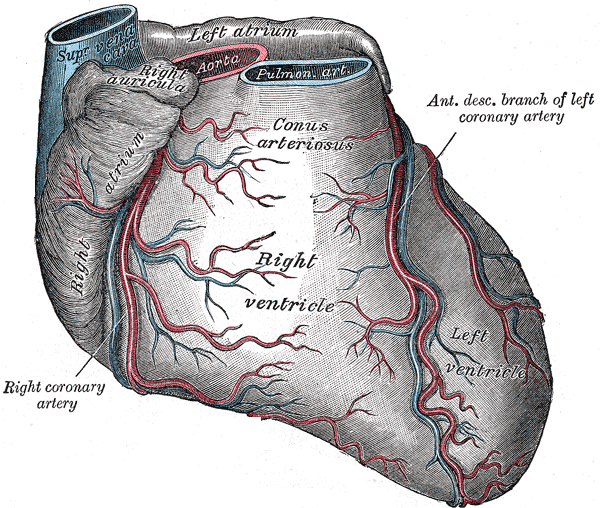
Gałąź międzykomorowa przednia lewej tętnicy wieńcowej podpisana Ant. desc. branch of left coronary artery.

Gałąź międzykomorowa przednia, LAD (łac. ramus interventricularis anterior) – w anatomii człowieka jedna z dwóch (oprócz gałęzi okalającej) gałęzi końcowych lewej tętnicy wieńcowej. Biegnie ona w bruździe międzykomorowej przedniej ku dołowi aż do wcięcia koniuszka serca, oddając po drodze gałązki do obu komór serca i do przegrody międzykomorowej.
Podczas pomostowania aortalno-wieńcowego stosuje się często zespolenia LIMA-LAD, czyli zespolenie tętnicy piersiowej wewnętrznej lewej z gałęzią międzykomorową przednią lewej tętnicy wieńcowej.